# Goat River (biflöde till Fraserfloden)
Goat River är ett vattendrag i Kanada.   Det ligger i provinsen British Columbia, i den centrala delen av landet, 3 300 km väster om huvudstaden Ottawa.
I omgivningarna runt Goat River växer i huvudsak barrskog. Trakten runt Goat River är nära nog obefolkad, med mindre än två invånare per kvadratkilometer.